# タオル美術館ICHIHIRO
タオル美術館ICHIHIRO（タオルびじゅつかん いちひろ）は、タオルを取り扱う日本の美術館である。一般的な美術館ではなく、タオルメーカーの一広の販促施設のひとつ。なお、同社タオルは今治タオル工業組合に加入しておらず、今治タオルではない。

## 概要
2000年4月29日に、民間初の本格的な「タオル文化の発信基地」として、タオル美術館ASAKURA（タオルびじゅつかん あさくら）がオープンした。地元のタオルメーカーの一広株式会社が約18億円かけ、既存のタオル工場を囲む形で整備した。「実用品という従来のタオルのイメージを払しょくし、生活を潤すアイテムへと成長させる事」を狙いとし、「メーカーからのタオルライフの提案の場」との位置づけられている。
朝倉の自然とタオルアートの融合、癒しのスペースをコンセプトとし、建物は5階建て。建坪は1万坪、併設のヨーロピアンガーデンが1万坪。タオルを使って作られたタオルアートや綿花から糸になるまでの紡績工程にタオルの製織工程を実際の機械を使用して展示している。
西日本最大面積を誇るタオルの物販コーナーから、四国瀬戸内物産コーナー、フォション社の紅茶を味わえるミュージアムカフェに加え、新創作中国料理の「王府井」も併設。3階のタオル工房では、購入したタオル製品に刺繍で名前を入れることができる。
およそ1万坪の「ヨーロピアンガーデン」では、四季を通じて様々な植物が植えられ自然を満喫できる。この庭では、一日一組限定のガーデン挙式もでき、レストラン「王府井」での披露宴も行われる。
2005年に、所在地の愛媛県越智郡朝倉村が、市町村合併により今治市になった際、施設名称をタオル美術館ICHIHIROへと変更した。
県内外から年間30万人以上が訪れ、今ではタオル生産量日本一の今治市を代表する観光スポットとして定着している。

## 展示内容
- タオルの製造工程
梳綿機（りゅうめんき）→練条機（れんじょうき）→粗紡機（そぼうき）→精紡機（せいぼうき）→捲糸機（まきいとき）→タオル織機（タオルしょっき）
- タオルアート
タオル生地を使用した額装品や立体物、俣野温子デザインによるタオル作品など。
- タオル製品
- 綿のオブジェ 等
4階美術館展示ブース入口前「コットンロード」に展示。タオルの原料である綿で作られた巨大なアイスクリームやケーキのオブジェ。

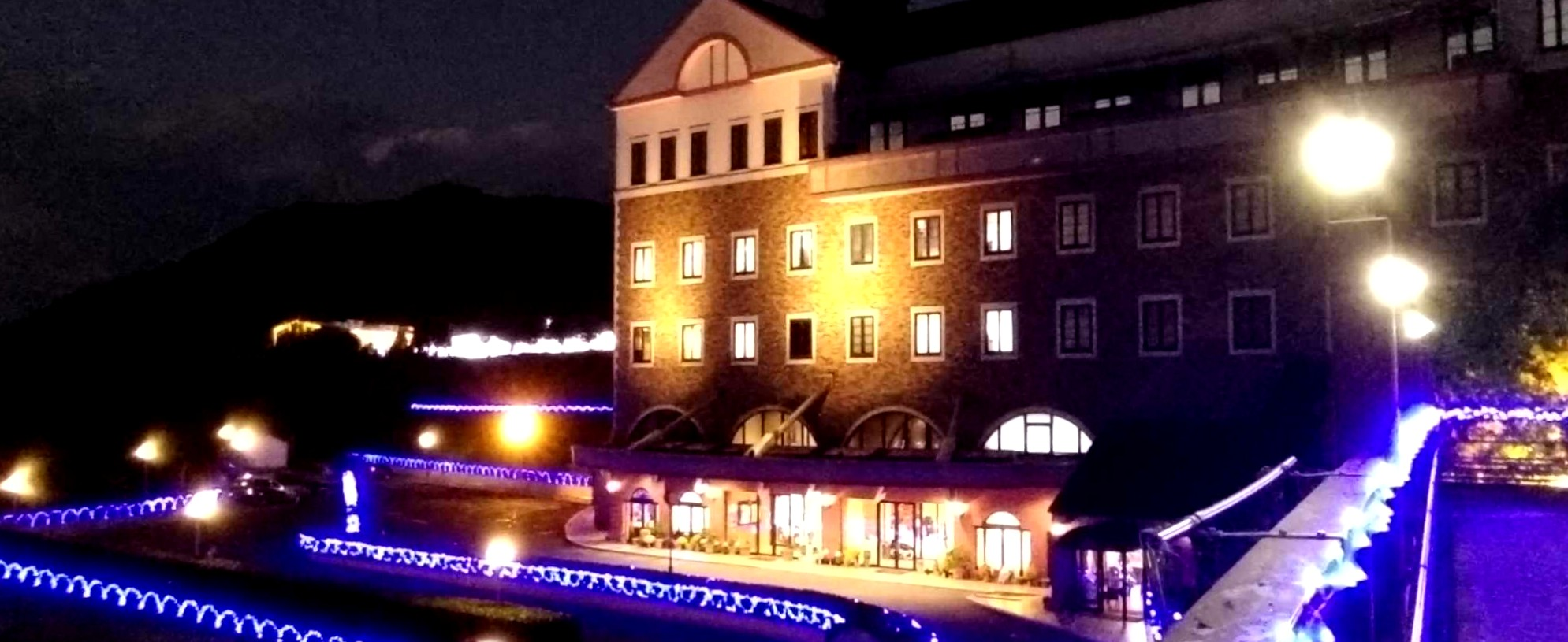
夜景
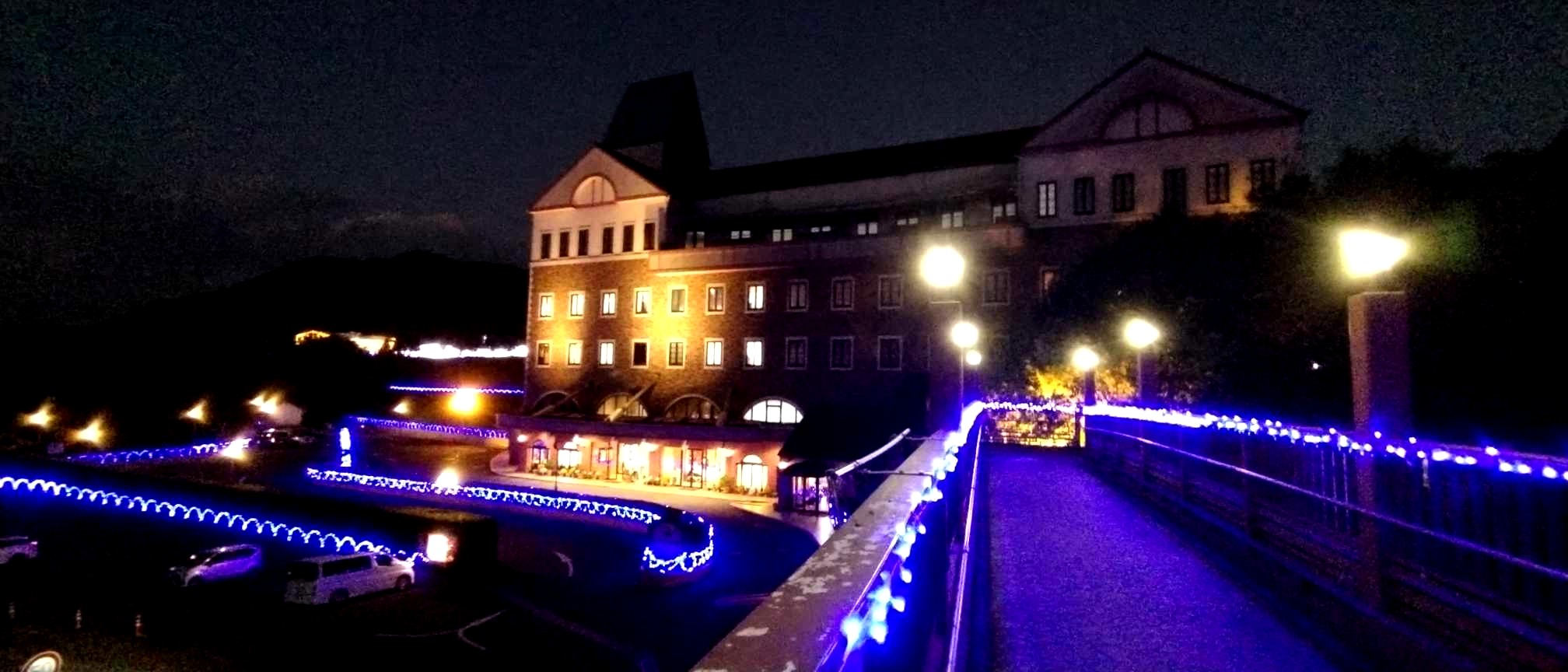
夜景
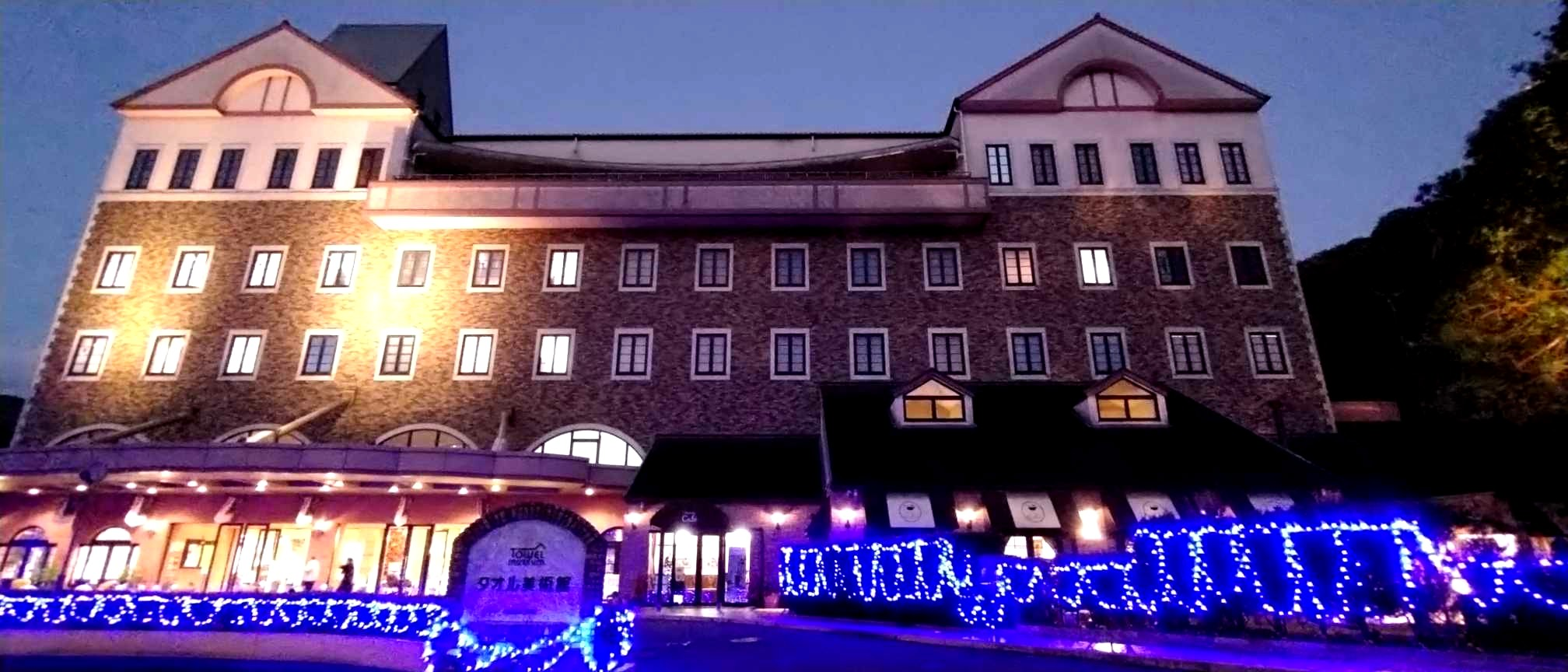
正面
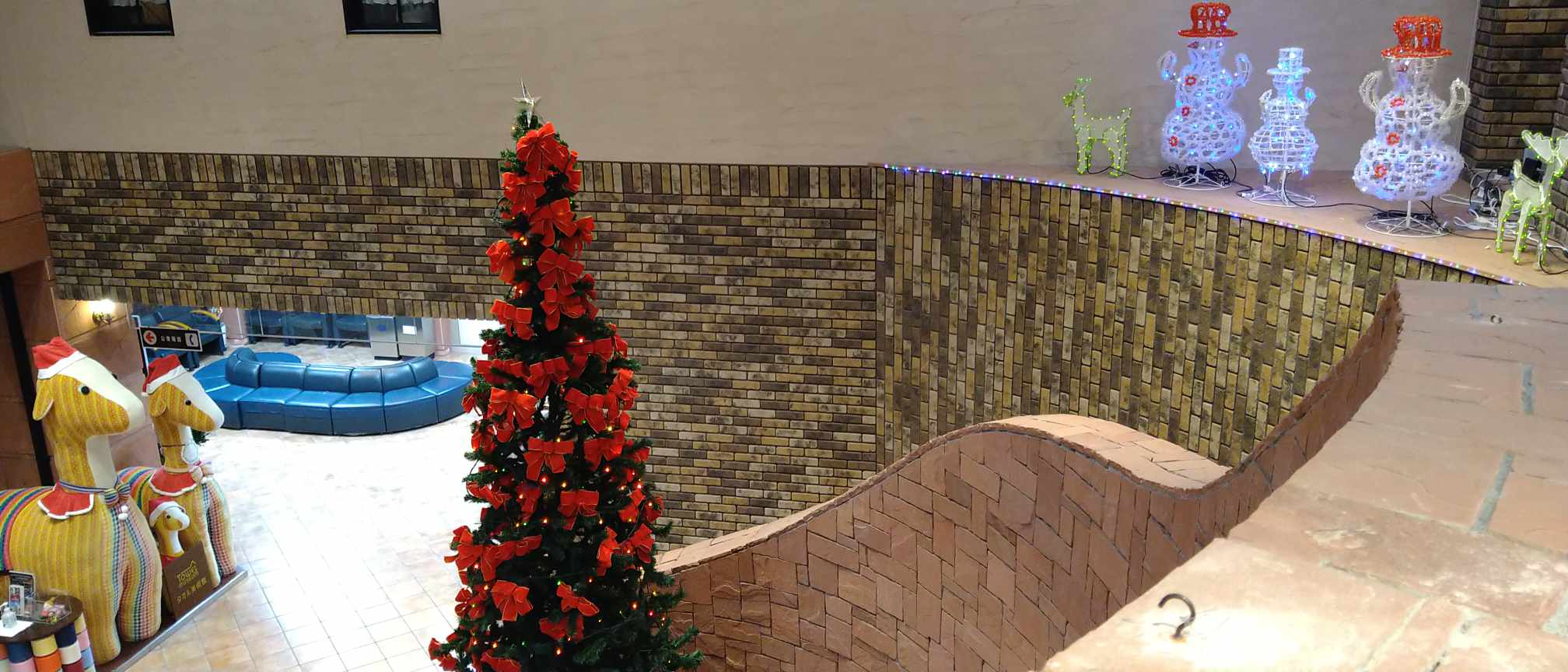
ロビーへの階段
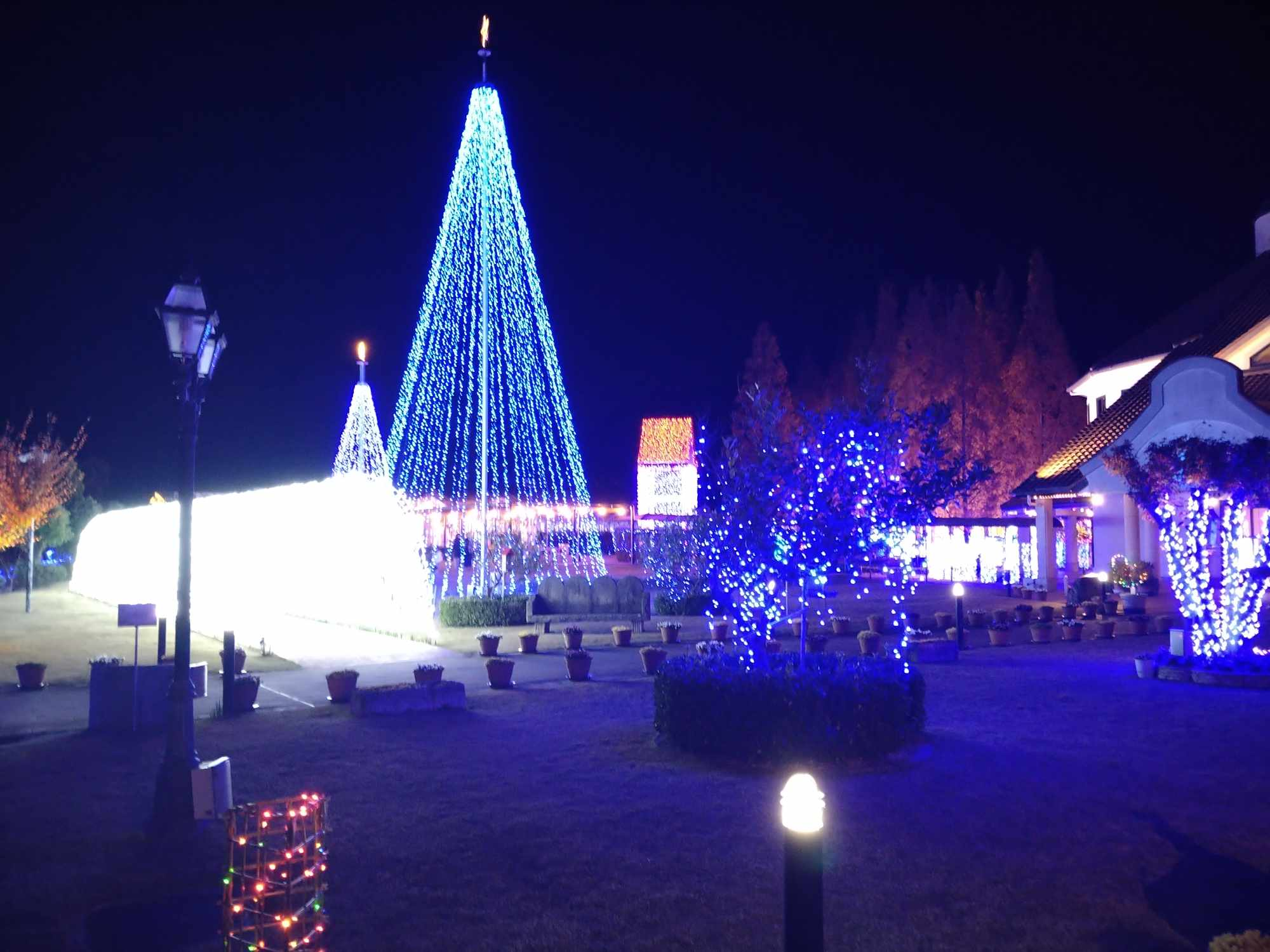
イルミネーション
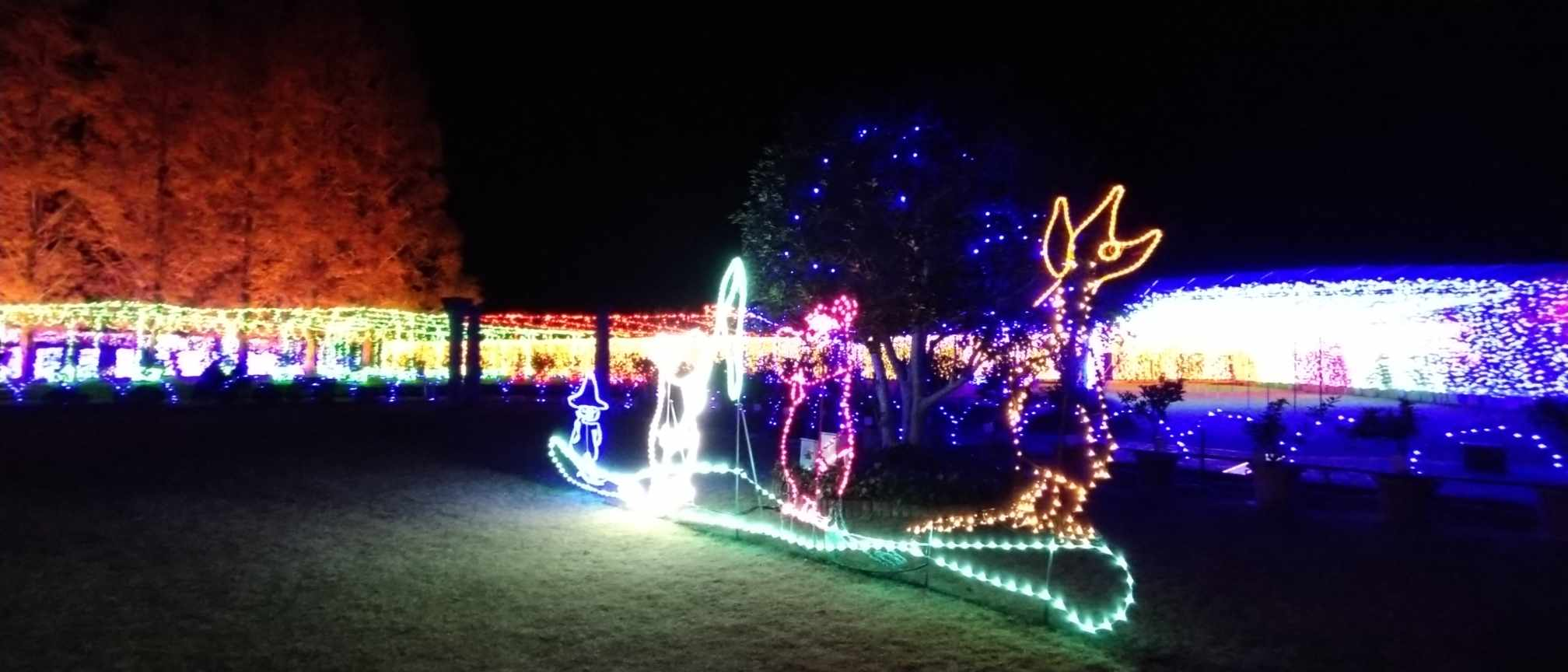
イルミネーション

## 年表
- 2000年4月 - 「タオル美術館ASAKURA」オープン。
- 2005年10月 - 施設名称を「タオル美術館ICHIHIRO」に変更。
- 2013年7月 - 美術館内に最新型のジャガード織機8台を導入した新工場を開設し、見学コースを設置[3]。
- 2020年10月 - 4階の庭園にガーデンテラスをオープン[4]。

## その他
- 朝倉ロール - 大きさの異なるタオル2枚を巻いたロールケーキに似せたタオル製品で2005年から販売している[5]。運営するタオルメーカー一広のカラータオルを従業員が手作業で長さ約20センチ、直径約8センチの筒状に巻き、紅芋、抹茶などケーキをイメージした品に仕上げてる[5]。美術館で販売しているロールケーキをヒントに従業員が商品を考案した[5]。2008年にJTBスタンプ加盟店の「第5回日本おみやげアカデミー賞非食品部門」でデザイン賞の最優秀賞を受賞した[5]。

## 交通アクセス
- 西瀬戸自動車道今治インターチェンジから車で約20分。
- 今治小松自動車道東予丹原インターチェンジから車で約10分。
- JR今治駅からタクシーで約25分。
- 松山空港より車で1時間30分。